# Övrelumnien
Övrelumnien är en sjö i Storumans kommun i Lappland och ingår i Umeälvens huvudavrinningsområde. Sjön har en area på 0,322 kvadratkilometer och ligger 449,9 meter över havet. Sjön avvattnas av vattendraget Kirjesån.

## Delavrinningsområde
Övrelumnien ingår i det delavrinningsområde (726825-151704) som SMHI kallar för Ovan Märsabäcken. Medelhöjden är 544 meter över havet och ytan är 20,18 kvadratkilometer. Räknas de 32 avrinningsområdena uppströms in blir den ackumulerade arean 408,26 kvadratkilometer. Kirjesån som avvattnar avrinningsområdet har biflödesordning 2, vilket innebär att vattnet flödar genom totalt 2 vattendrag innan det når havet efter 322 kilometer. Avrinningsområdet består mestadels av skog (72 procent) och sankmarker (23 procent). Avrinningsområdet har 0,83 kvadratkilometer vattenytor vilket ger det en sjöprocent på 4,1 procent.